# ダラムサラ
ダラムサラ（ヒンディー語: धर्मशाला, dharmaśālā; チベット語: རྡ་རམ་ས་ལ་）はインドのヒマーチャル・プラデーシュ州の一角にあるチベット亡命社会の中心地。亡命チベット人の多数が暮らす「マックロード・ガンジ(McLeod Ganj)」地区と、チベット亡命政府の官庁がたちならぶ「カンチェン・キション(Gangchen Kyishong)」地区からなる。
「ダラムサラ(རྡ་རམ་ས་ལ་, rda ram sa la）」は、「ダラムシャーラー」の訛った名称で、「ダサ(རྡ་ས་,rda sa）」という短縮形や、「リトル・ラサ」などの別称がある。
チベット亡命政府の駐日代表機関である「ダライ・ラマ法王日本代表部事務所」は日本語版Webサイトで「ダラムサラ」というカナ表記を使用、チベット亡命社会の中心地としてこの町を知る人々を中心に、日本ではダラムサラという表記がひろく用いられている。

## 歴史

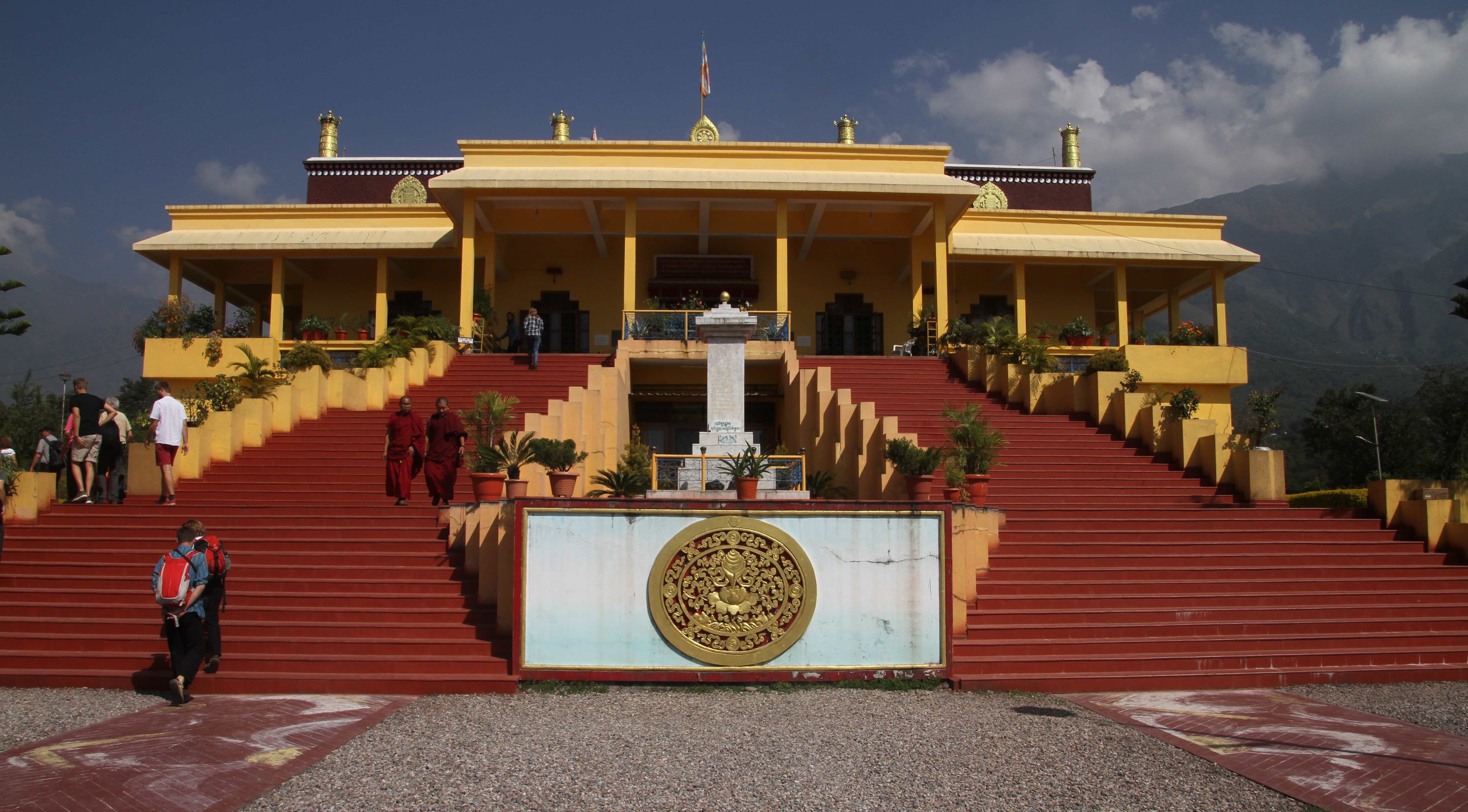
ギュトー寺（Gyuto Monastery）

- 1848年ダラムシャーラーはイギリスの支配下に入る。
- マクロード・ガンジーの地はかつてイギリス人がピクニックを楽しんだ高地であった。
- 1959年、中華人民共和国の支配を逃れてチベット人多数がネパール、ブータン、インドなどに脱出。チベット難民のためにダラムシャーラーの一角が与えられ、難民の居留地「マックロード・ガンジ」や官庁街「カンチェン・キション」の建設が開始された。

チベットからダライ・ラマ14世が亡命して以降、今日に至るまでガンデンポタン（チベット亡命政府）の本拠地となっているマクロード・ガンジー（McLeod Ganj）や、カルマパが居住しているギュトー寺のあるシドゥバリ（Sidhbari）などの町が郊外にある。

## マクロード・ガンジ
中国人民解放軍がチベットを軍事制圧したチベット動乱によって、1959年3月にラサを追われたダライラマ14世に対し、インド政府はダラムシャーラーの一角にあった避暑地「マックロード・ガンジ」の地を提供し、1960年に当地でチベット亡命政府が発足した。ダラムシャーラーはヒンドゥー教と仏教が盛んな土地で、19世紀にはチベット人による僧院の建立がはじまっていた。数万のチベット難民も当地に移住した。ダライ・ラマの宮殿はマクロード・ガンジ、カシャク(内閣)、議会をはじめ、チベット亡命政府の各種官庁はカンチェン・キションに築かれた。
マクロード・ガンジはダラムシャーラーの郊外の標高2,082mの山間にある。マクロード・ガンジ地区の人口はおよそ6万人。マクロード・ガンジという名はイギリス領インド帝国のパンジャーブ州の州準知事であったドナルド・マクロード（Donald Friell McLeod）にちなんでいる。

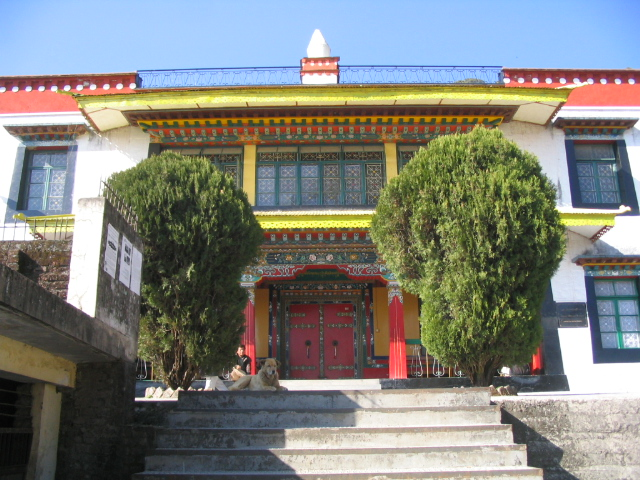
チベット図書館（བོད་ཀྱི་དཔེ་མཛོད་ཁང་།, Library of Tibetan Works and Archives）